# Œuvres d'Andreas
Cette page recense la bibliographie d'Andreas par ordre chronologique. Sont ici énumérées uniquement ses bandes dessinées, qu'il soit dessinateur ou scénariste.

## 1980-1989
- 1 Udolfo 1 : La Montre aux 7 rubis, Éditions Jonas[1], Bruxelles, 1980
Scénario : André-Paul Duchâteau - Dessin : Andreas, Eddy Paape - Couleurs : J.-P. Rose -  (ISBN 2-205-05777-4)
- Révélations posthumes[2], Bédérama[3], 1980
Scénario : François Rivière - Dessin : Andreas
- 1 Cromwell Stone 1, Éditions Michel Deligne, janvier 1984
Scénario et dessin : Andreas -  (ISBN 2-87135-002-7)
- 1 Rork 1 : Fragments[4], Le Lombard, Histoires et légendes, janvier 1984
Scénario et dessin : Andreas - Couleurs : Anne Delobel -  (ISBN 2-8036-0434-5)
- 2 Rork 2 : Passages[5], Le Lombard, Histoires et légendes, octobre 1984
Scénario, dessin et couleurs : Andreas -  (ISBN 2-8036-0480-9)
- 1 Cyrrus, Les Humanoïdes Associés, Pied Jaloux, novembre 1984
Scénario, dessin et couleurs : Andreas -  (ISBN 2-7316-0317-8)
- La Caverne du Souvenir, Le Lombard, Histoires et légendes[6], Bruxelles, mars 1985
Scénario, dessin et couleurs : Andreas -  (ISBN 2-8036-0498-1)
- Mortes saisons[7], Dupuis[8], Marcinelle, 1985
Scénario : Andreas - Dessin : Philippe Berthet -  (ISBN 2-8001-1161-5)
- Fantalia, Magic Strip[9], octobre 1986
Scénario, dessin et couleurs : Andreas -  (ISBN 978-2-8035-0129-8)
- 2 Mil, Les Humanoïdes Associés, Pied Jaloux, janvier 1987
Scénario, dessin et couleurs : Andreas -  (ISBN 2-7316-0409-3)
- 3 Rork 3 : Le Cimetière de cathédrales[10], Le Lombard, Histoires et légendes, janvier 1988
Scénario, dessin et couleurs : Andreas -  (ISBN 2-8036-0682-8)
- 4 Rork 4 : Lumière d'étoile[11], Le Lombard, Histoires et légendes, octobre 1988
Scénario, dessin et couleurs : Andreas -  (ISBN 2-8036-0706-9)
- Raffington Event - Détective, Le Lombard, Histoires et légendes[12], Bruxelles, mars 1989
Scénario, dessin et couleurs : Andreas -  (ISBN 2-8036-0731-X)
- Coutoo, Delcourt, Conquistador[13], Paris, mai 1989
Scénario, dessin et couleurs : Andreas -  (ISBN 2-906187-17-8)

## 1990-1999
- 17 Luc Orient 17 : Les Spores de nulle part[14], Le Lombard[15], Bruxelles, 1990
Scénario : André-Paul Duchâteau - Dessin : Andreas, Eddy Paape -  (ISBN 2-84055-701-0)
- 5 Rork 5 : Capricorne[16], Le Lombard, Histoires et légendes, décembre 1990
Scénario, dessin et couleurs : Andreas -  (ISBN 2-8036-0850-2)
- Dérives[17], Delcourt, Conquistador[18], Bruxelles, mai 1991
Scénario : Frédéric Bézian, Antonio Cossu, Philippe Foerster, Gérard Goffaux, Ferdinand Scholz, Yann - Dessin et couleurs : Andreas -  (ISBN 2-906187-63-1)
- Aztèques, Delcourt, Conquistador[19], Paris, novembre 1992
Scénario, dessin et couleurs : Andreas -  (ISBN 2-906187-86-0)
- 6 Rork 6 : Descente, Le Lombard, novembre 1992
Scénario, dessin et couleurs : Andreas -  (ISBN 2-80361-007-8)
- 7 Rork 7 : Retour, Le Lombard, octobre 1993
Scénario, dessin et couleurs : Andreas -  (ISBN 2-80361-047-7)
- Cyrrus-Mil, Delcourt, Paris, août 1993
Scénario, dessin et couleurs : Andreas -  (ISBN 2-84055-020-2)
- 2 Cromwell Stone 2 : Le Retour de Cromwell Stone[20], Delcourt, Conquistador, Paris, novembre 1994
Scénario et dessin : Andreas -  (ISBN 2-84055-049-0)
- Le Triangle rouge, Delcourt[21], Bruxelles, octobre 1995
Scénario, dessin et couleurs : Andreas -  (ISBN 2-84055-072-5)
- Styx, Le Lombard, Signé[22], Bruxelles, décembre 1995
Scénario : Andreas - Dessin : Philippe Foerster - Couleurs : Andreas, Philippe Foerster -  (ISBN 2-8036-1164-3)
- 1 Capricorne 1 : L'Objet, Le Lombard, Bruxelles, janvier 1997
Scénario, dessin et couleurs : Andreas -  (ISBN 2-80361-236-4 et 2-80361-433-2)
- 1 Arq 1 : Ailleurs, Delcourt, Conquistador, Paris, septembre 1997
Scénario, dessin et couleurs : Andreas -  (ISBN 2-84055-152-7)
- 2 Capricorne 2 : Electricité, Le Lombard, Bruxelles, septembre 1997
Scénario, dessin et couleurs : Andreas -  (ISBN 2-80361-277-1 et 2-80361-434-0)
- 3 Capricorne 3 : Deliah, Le Lombard, Bruxelles, avril 1998
Scénario, dessin et couleurs : Andreas -  (ISBN 2-80361-337-9 et 2-80361-435-9)
- 2 Arq 2 : Mémoires 1, Delcourt, Conquistador, Paris, janvier 1999
Scénario, dessin et couleurs : Andreas -  (ISBN 2-84055-259-0)
- 4 Capricorne 4 : Le Cube numérique, Le Lombard, Troisième Vague, Bruxelles, mars 1999
Scénario, dessin et couleurs : Andreas -  (ISBN 2-80361-395-6)
- 3 Arq 3 : Mémoires 2, Delcourt, Conquistador, Paris, octobre 1999
Scénario, dessin et couleurs : Andreas -  (ISBN 2-84055-304-X)

## 2000-2009
- 1 Mobilis 1 : Heurts[23], Delcourt, Conquistador, Paris, février 2000
Scénario : Andreas - Dessin et couleurs : Christian Durieux -  (ISBN 2-84055-409-7)
- 5 Capricorne 5 : Le Secret, Le Lombard, Troisième Vague, Bruxelles, mars 2000
Scénario, dessin et couleurs : Andreas -  (ISBN 2-80361-489-8)
- 4 Arq 4 : Racken, Delcourt, Conquistador, Paris, octobre 2000
Scénario, dessin et couleurs : Andreas -  (ISBN 2-84055-446-1)
- 6 Capricorne 6 : Attaque, Le Lombard, Troisième Vague, Bruxelles, janvier 2001
Scénario et dessin : Andreas - Couleurs : Isabelle Cochet -  (ISBN 2-80361-618-1)
- 5 Arq 5 : White Dust, Delcourt, Conquistador, Paris, mai 2001
Scénario, dessin et couleurs : Andreas -  (ISBN 2-84055-649-9)
- 2 Mobilis 2 : Seconde Chance, Delcourt, Conquistador, Paris, mai 2001
Scénario : Andreas - Dessin et couleurs : Christian Durieux -  (ISBN 2-84055-550-6)
- 6 Arq 6 : Réveil, Delcourt, Conquistador, Paris, mars 2002
Scénario, dessin et couleurs : Andreas -  (ISBN 2-84055-668-5)
- 7 Capricorne 7 : Le Dragon bleu, Le Lombard, Troisième Vague, Bruxelles, avril 2002
Scénario et dessin : Andreas - Couleurs : Isabelle Cochet -  (ISBN 2-80361-749-8)
- 3 Mobilis 3 : Manipulations minutieuses, Delcourt, Conquistador, Paris, mai 2002
Scénario : Andreas - Dessin et couleurs : Christian Durieux -  (ISBN 2-84055-818-1)
- 3 Donjon Monsters 3 : La Carte majeure, Delcourt, Humour de rire[15], Bruxelles, octobre 2002
Scénario : Lewis Trondheim et Joann Sfar - Dessin : Andreas - Couleurs : Walter -  (ISBN 2-84055-701-0)
- 8 Capricorne 8 : Tunnel, Le Lombard, Troisième Vague, Bruxelles, février 2003
Scénario et dessin : Andreas - Couleurs : Isabelle Cochet -  (ISBN 2-80361-846-X)
- 7 Arq 7 : Dorro Zengu, Delcourt, Conquistador, Paris, mars 2003
Scénario, dessin et couleurs : Andreas -  (ISBN 2-84789-048-3)
- 9 Capricorne 9 : Le Passage[24], Le Lombard, Troisième Vague, Bruxelles, août 2004
Scénario et dessin : Andreas - Couleurs : Isabelle Cochet -  (ISBN 2-80361-975-X)
- 3 Cromwell Stone 3 : Le Testament de Cromwell Stone[15], Delcourt, Conquistador, Paris, septembre 2004
Scénario et dessin : Andreas -  (ISBN 2-84789-101-3)
- 8 Arq 8 : Retrouvailles, Delcourt, Conquistador, Paris, janvier 2005
Scénario, dessin et couleurs : Andreas -  (ISBN 2-84789-662-7)
- 10 Capricorne 10 : Les Chinois, Le Lombard, Troisième Vague, Bruxelles, novembre 2005
Scénario et dessin : Andreas - Couleurs : Isabelle Cochet -  (ISBN 2-80361-995-4)
- Quintos, Dargaud, Long Courrier[25], Bruxelles, mars 2006
Scénario et dessin : Andreas - Couleurs : Isabelle Cochet -  (ISBN 2-205-05777-4)
- 9 Arq 9 : Feu croisé, Delcourt, Conquistador, Paris, mars 2006
Scénario, dessin et couleurs : Andreas -  (ISBN 2-7560-0085-X)
- 11 Capricorne 11 : Patrick, Le Lombard, Troisième Vague, Bruxelles, novembre 2006
Scénario et dessin : Andreas - Couleurs : Isabelle Cochet -  (ISBN 2-80362-196-7)
- 10 Arq 10 : Tehos, Delcourt, Conquistador, Paris, avril 2007
Scénario, dessin et couleurs : Andreas -  (ISBN 978-2-7560-0445-7)
- 12 Capricorne 12[26], Le Lombard, Troisième Vague, Bruxelles, novembre 2007
Scénario et dessin : Andreas - Couleurs : Isabelle Cochet -  (ISBN 2-80362-299-8 et 978-2-80362-299-3)
- 11 Arq 11 : Maître Noir, Delcourt, Conquistador, Paris, mars 2008
Scénario, dessin et couleurs : Andreas -  (ISBN 978-2-7560-1081-6)
- 13 Capricorne 13 : Rêve en cage, Le Lombard, Troisième Vague, Bruxelles, novembre 2008
Scénario et dessin : Andreas - Couleurs : Isabelle Cochet -  (ISBN 978-2-8036-2457-7)
- 12 Arq 12 : Mission, Delcourt, Conquistador, Paris, mai 2009
Scénario, dessin et couleurs : Andreas -  (ISBN 978-2-7560-1443-2)
- 14 Capricorne 14 : L'Opération, Le Lombard, Troisième Vague, Bruxelles, novembre 2009
Scénario et dessin : Andreas - Couleurs : Isabelle Cochet -  (ISBN 978-2-8036-2457-7)

## 2010-2019
- 13 Arq 13 : Détectives, Delcourt, Conquistador, Paris, mai 2010
Scénario, dessin et couleurs : Andreas -   (ISBN 978-2-7560-2018-1)
- 15 Capricorne 15 : New York, Bruxelles,   (ISBN 978-2-8036-2742-4), janvier 2011 Le Lombard, Troisième Vague
Scénario et dessin : Andreas - Couleurs : Isabelle Cochet
- 14 Arq 14 : Intrus, Delcourt, Conquistador, Paris, mai 2011
Scénario, dessin et couleurs : Andreas -   (ISBN 978-2-7560-2535-3)
- 15 Arq 15 : Lune, Delcourt, Conquistador, Paris, mars 2012
Scénario, dessin et couleurs : Andreas -   (ISBN 978-2-75602-809-5)
- 16 Capricorne 16 : Vu de pres, Bruxelles,   (ISBN 978-2-8036-3086-8), août 2012 Le Lombard, Troisième Vague
Scénario et dessin : Andreas - Couleurs : Isabelle Cochet
- 0 Rork 0, Bruxelles,   (ISBN 978-2-8036-3093-6), août 2012 Le Lombard, Le Lombard - Hors Collection
Scénario : Andreas - Dessin : Andreas
- 16 Arq 16 : Rêves 1, Delcourt, Conquistador, Paris, avril 2013
Scénario, dessin et couleurs : Andreas -   (ISBN 978-2-7560-3756-1)
- 17 Capricorne 17 : Les cavaliers, Bruxelles,   (ISBN 978-2-8036-3283-1), octobre 2013 Le Lombard, Troisième Vague
Scénario et dessin : Andreas - Couleurs : Isabelle Cochet
- 17 Arq 17 : Rêves 2, Delcourt, Conquistador, Paris, juin 2014
Scénario, dessin et couleurs : Andreas -   (ISBN 978-2-7560-5265-6)
- 18 Capricorne 18 : Zarkan, Bruxelles,   (ISBN 978-2-8036-3377-7), octobre 2014 Le Lombard, Troisième Vague
Scénario et dessin : Andreas - Couleurs : Isabelle Cochet
- 18 Arq 18 : Ici, Delcourt, Conquistador, Paris, juin 2015
Scénario, dessin et couleurs : Andreas -   (ISBN 978-2-7560-6552-6)
- 19 Capricorne 19 : Terminus, Bruxelles,   (ISBN 978-2-8036-3521-4), octobre 2015 Le Lombard, Troisième Vague
Scénario et dessin : Andreas - Couleurs : Isabelle Cochet
- 20 Capricorne 20 : Maître, Le Lombard, Troisième Vague, Bruxelles, janvier 2017
Scénario et dessin : Andreas - Couleurs : Isabelle Cochet -  (ISBN 978-2803635221)
- 2 Dérives 2, Delcourt, Machination, Paris, août 2017
Scénario : Isabelle Cochet, Jean-Luc Cornette, Hyuna, Achim Raven, Dieter, Mazan, Andreas - Dessin et couleurs : Andreas -  (ISBN 978-2840558859)

Ce matin, dans Rencontres obliques, Clarke, pp. 81-86, scénario : Andreas
- L'Argentine, Futuropolis, Paris, août 2019
Scénario et dessin : Andreas - Couleurs : Isabelle Cochet -  (ISBN 978-2754826051)